# Gustav Vigeland
Gustav Vigeland (nacido Adolf Gustav Thorsen; Mandal, Vest-Agder, 11 de abril de 1869-Oslo, 12 de marzo de 1943) fue un escultor noruego. Su fama se debe sobre todo al parque de Vigeland, un área en el interior del Frognerparken de Oslo donde están expuestas doscientas de sus esculturas y otros trabajos.

## La formación
Nació en el seno de una familia de artesanos y contables en una pequeña ciudad del sur de Noruega, donde hizo sus estudios primarios y se inició en la escultura de madera. A los quince años fue enviado a Oslo como aprendiz de un escultor profesional de la madera, pero a los dos años debió volver a casa para ayudar a su familia por la muerte imprevista de su padre.
Volvió a Oslo en 1888 con la intención de ser escultor. Gracias a la ayuda moral y financiera del escultor Brynjulf Bergslien, comenzó a frecuentar una escuela de arte y en 1889 expuso por primera vez al público una de sus obras ("Hagar og Ismael").
De 1891 a 1896, viajó al extranjero. Fue a Copenhague, París, Berlín y Florencia. De aquella experiencia procede su formación no académica: en París frecuentó el estudio de Auguste Rodin, mientras que en Italia entró en contacto con el arte antiguo y del Renacimiento. En aquellos años comenzó a emerger en su obra algunos de los temas que dominaron el tiempo de su mayor producción artística: la muerte, la vida cotidiana, el hombre y la mujer.
Hizo sus dos primeras muestras personales en Noruega en 1894 y en 1896, y obtuvo muy buena acogida por parte de algunos críticos.

## La primera obra pública
De 1897 a 1902 fue contratado como escultor de la obra de restauración de la Catedral de Nidaros en Trondheim. La exposición al arte medieval contribuyó con un nuevo elemento en su producción creativa autónoma: el dragón, símbolo del pecado, de la fuerza de la naturaleza, en lucha contra el hombre.
De vuelta en Oslo, obtuvo en préstamo del consistorio, un estudio en desuso donde poder trabajar. En aquel período, en Noruega se vivía una gran efervescencia nacionalista, que culminó con la independencia incruenta de Suecia en 1905. El país quería celebrar la propia historia y la propia cultura. Vigeland, considerado el escultor noruego de más talento, recibió muchos encargos de estatuas o bustos conmemorativos de ilustres compatriotas como, por ejemplo, el dramaturgo Henrik Ibsen y el matemático Niels Henrik Abel. 
En 1906 presentó un modelo en yeso de una fuente monumental que, según la intención inicial del consistorio de Oslo, debía adornar la plaza frente al Parlamento Nacional. La obra de Vigeland fue bien acogida, pero surgieron desacuerdos en cuanto al lugar de su colocación. La realización práctica de la fuente fue aplazada hasta que se llegase a un acuerdo sobre su emplazamiento definitivo. Durante la espera, Vigeland amplió su proyecto original añadiendo varios grupos escultóricos y, en 1919, una alta columna de granito.

## El parque de Vigeland

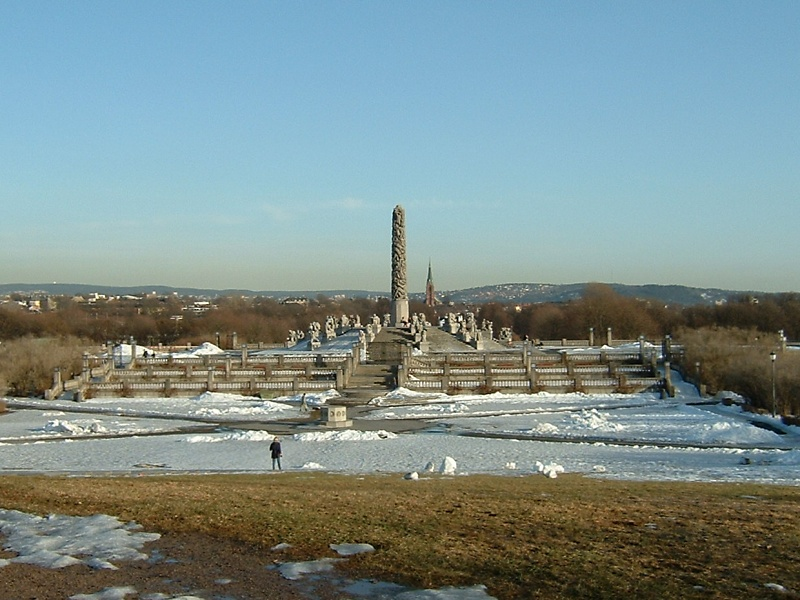
Monolito en el parque Vigeland.

En 1921 el consistorio de Oslo decidió demoler el viejo edificio donde se encontraba el estudio del escultor para construir una biblioteca. Se llegó al siguiente acuerdo: el consistorio construiría un nuevo edificio destinado a estudio y vivienda del escultor, que debería ser transformado en museo después de su muerte y, a cambio, el artista se comprometía a donar a la ciudad todo su trabajo, esculturas, diseños, bajorrelieves, incluyendo los modelos.
Vigeland se trasladó al nuevo estudio en Kirkeveien en 1924, a poca distancia del parque Frogner, que había sido elegido para la instalación definitiva de la fuente. En los sucesivos veinte años, Vigeland se dedicó al proyecto, realización e instalación del área destinada a la exposición permanente de sus esculturas, que posteriormente tomó el nombre de parque de Vigeland. 
En la casa de Kirkeveien, vivió y trabajó hasta su muerte en 1943. Allí reposan sus cenizas, conservadas en la torre. Como estaba previsto, el edificio fue transformado en el Museo Vigeland, donde hay expuestas varias obras del artista y todos los modelos originales de las esculturas del parque de Vigeland.